# Квинт Асконий Педиан
Квинт Аско́ний Педиа́н (лат. Quintus Asconius Pedianus; около 9 до н. э., Патавия, Римская империя — около 76, Рим, там же) — римский писатель и филолог. Известен своими комментариями к речам Марка Туллия Цицерона.

## Биография
Родился в Патавии. Свои сочинения писал при императорах Клавдии и Нероне. Последние 12 лет жизни был слепым. Написал биографию Саллюстия и сочинение, направленное против критиков Вергилия (оба эти труда не сохранились).
В 54 - 57 годах написал комментарии ко всем речам Цицерона, но до нашего времени дошли лишь пять. Комментарии Педиана ценны тем, что две описанные им речи Цицерона утрачены и труд Педиана позволяет их реконструировать. Немаловажно и то, что Педиан пользовался не дошедшими до нас надежными источниками, такими как акты Сената.
Известные в настоящее время комментарии Педиана (к речам против Пизона, за Корнелия, Скавра, Милона и "В белой тоге") были найдены в 1416 г. в одной рукописи Санкт-Галленской библиотеки в сильно поврежденном виде. Позже сама рукопись была утрачена. Комментарии Аскония носят почти исключительно исторический характер. Считается, что они написаны хорошим слогом.
Педиану также ошибочно приписывались найденные в той же рукописи комментарии к «Дивинации против Цецилия» и к трём речам против Верреса, однако в настоящее время доказано, что они принадлежат более позднему автору.

## Переводы
- Квинт Асконий Педиан. Предисловие к речи Цицерона в защиту Милона. // Цицерон. Речи. В 2 т. М.: 1962. Т. 2. С. 373—379.